# Bingen (Landkreis Sigmaringen)

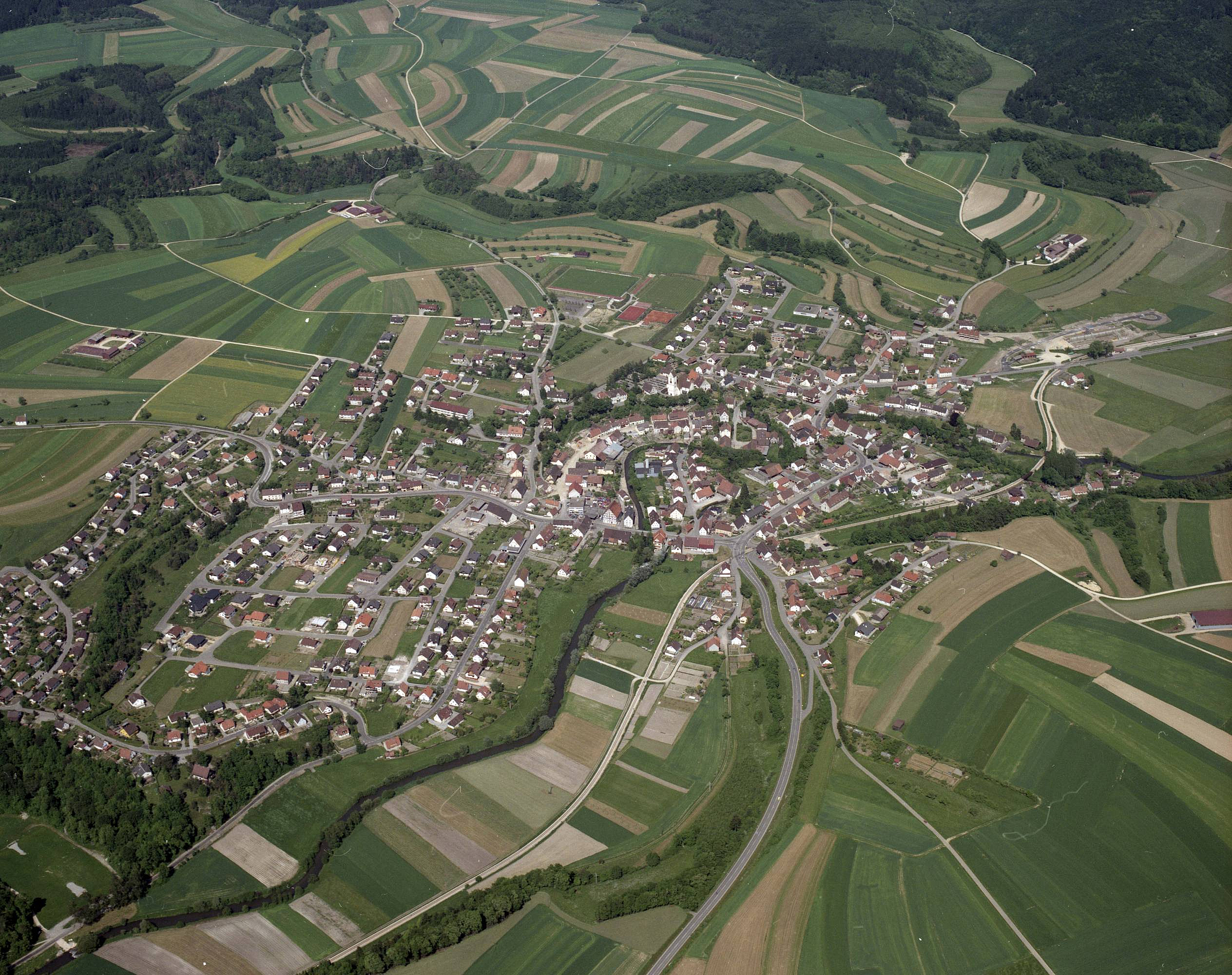
Bingen (1985)

Bingen ist eine Gemeinde im baden-württembergischen Landkreis Sigmaringen in Deutschland, rund fünf Kilometer nordöstlich der Kreisstadt Sigmaringen.

## Geographie

### Geographische Lage
Bingen befindet sich am Unterlauf der Lauchert, die auf der Schwäbischen Alb entspringt und fünf Kilometer südöstlich in die Donau mündet.

### Nachbargemeinden
- Veringenstadt
- Hettingen
- Langenenslingen
- Scheer
- Sigmaringendorf
- Sigmaringen

### Gemeindegliederung
Zu Bingen gehören die Ortsteile Hitzkofen, Hochberg und Hornstein.
| Wappen | Ortsteil         | Einwohner (2010) | Fläche   |
| ------ | ---------------- | ---------------- | -------- |
| Bingen | Bingen (Kernort) | 2077             | 3.122 ha |
| Wappen | Hitzkofen        | 470              | 964 ha   |
| Wappen | Hochberg         | 127              | 347 ha   |
| Wappen | Hornstein        | 106              | 364 ha   |

### Schutzgebiete
Bingen hat im Westen einen kleinen Anteil am Naturschutzgebiet Wasenried. Das Laucherttal ist im Bingener Gemeindegebiet Bestandteil des Landschaftsschutzgebiets Laucherttal mit Nebentälern und des FFH-Gebiets Gebiete um das Laucherttal sowie des Vogelschutzgebiets Südwestalb und Oberes Donautal.
Bingen gehört außerdem zum Naturpark Obere Donau.

## Geschichte

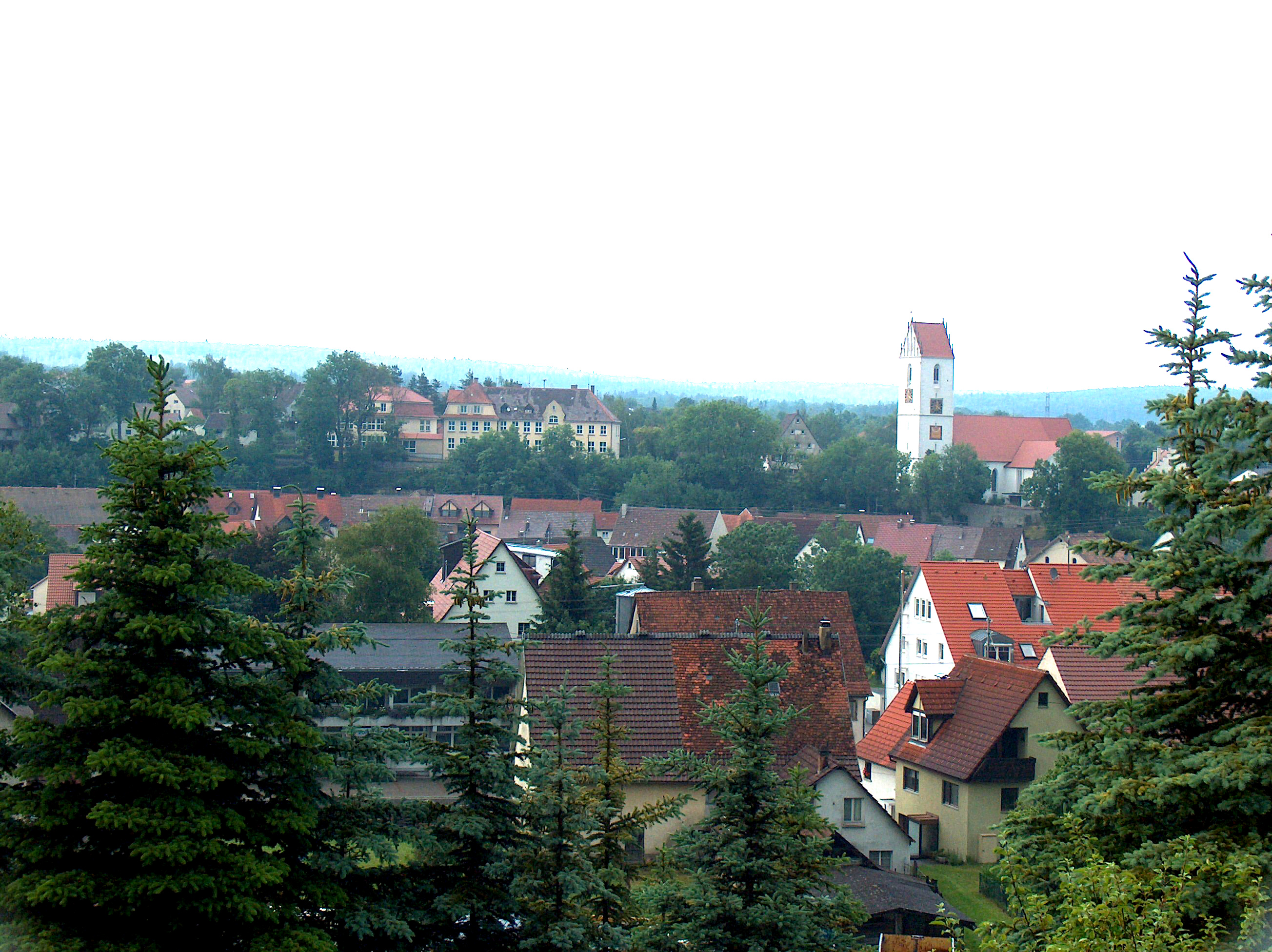
Blick auf Bingen

Bingen wurde erstmals 1138 erwähnt. Zu dieser Zeit gehörte es zur Grafschaft Sigmaringen. Es gab keinen eigentlichen Ortsherren und infolgedessen auch kein Gericht. Die betroffenen Grundherren, die Herren von Bingen, das Kloster Zwiefalten, die Grafschaft Sigmaringen sowie die Herren von Hornstein, übten jeweils die Hoheit über ihre eigenen Untertanen aus.
1431 wurde den Herren von Hornstein und von Reischach ein Niedergericht verliehen, welches 1507 gegenüber denen von Reischach wiederholt wurde.
Der Dreißigjährige Krieg (1618–1648) blieb auch in Bingen nicht ohne Folgen: Durch eine Hungersnot und eine Seuche starb innerhalb weniger Monate 1634 und 1635 mehr als die Hälfte der Dorfbevölkerung. Im Binger Pfarrbuch sind im Jahr 1635 aufgrund der Pestkatastrophe 368 Todesfälle registriert. An manchen Tagen verstarben mehr Personen als sonst in einem ganzen Jahr. Dies brachte eine große Panik und Abwanderung mit sich. Vermeintlich sichere Nachbarregionen, wie Bayern, Österreich und die Schweiz, waren die Ziele für die Flüchtlinge, viele Personen kehrten aber noch während des Krieges zurück in die Heimat. Einen maßgeblichen Anteil am wieder erfolgten Bevölkerungswachstum in der zweiten Hälfte des 17. Jahrhunderts hatte die Zuwanderung von Menschen nicht zuletzt aus der vom Krieg verschonten Schweiz und aus Österreich.
Im Jahr 1787 verkauften die von Hornstein den Ort an Hohenzollern-Sigmaringen.

## Politik

### Gemeinderat
Der Gemeinderat von Bingen umfasst derzeit 13 gewählte ehrenamtliche Mitglieder, deren Amtszeit fünf Jahre beträgt, sowie den Bürgermeister als ebenfalls stimmberechtigten Vorsitzenden. Er wird nach dem Verfahren der unechten Teilortswahl gewählt, das den einzelnen Ortsteilen Bingens jeweils eine bestimmte Anzahl an Vertretern im Gemeinderat garantiert; so sind für den Hauptort Bingen neun Vertreter, für Hitzkofen zwei sowie für Hochberg und Hornstein jeweils ein Vertreter vorgesehen. Durch Ausgleichsmandate kann sich die Gesamtzahl an Sitzen verändern. Die letzte Wahl vom 9. Juni 2024 führte zu folgendem Ergebnis (im Vergleich zu den Ergebnissen vorheriger Wahlen):
| Partei / Liste | Stimmenanteil (2024) | Sitze (2024) | Ergebnis 2019    | Ergebnis 2014   |
| Freie Wähler   | 83,4 %               | 11           | 82,7 %, 10 Sitze | 75,0 %, 9 Sitze |
| CDU            | 16,6 %               | 2            | 17,3 %, 2 Sitze  | 25,0 %, 3 Sitze |

### Bürgermeister
Bürgermeister ist seit dem 1. April 2024 Marco Potas. Er wurde am 21. Januar 2024 mit 74,7 Prozent der Stimmen gewählt.
- 1947–1977: Robert Daubenberger (CDU)
- 1978–2002: Paul Mayer (CDU)
- 2003–2024: Jochen Fetzer (parteilos)
- seit 2024: Marco Potas (parteilos)

### Wappen und Flagge
Das Bingener Wappen zeigt einen geteilten Schild, oben in Gold zwei rote Schräglinksleisten, dazwischen drei, außen je zwei sechsstrahlige rote Sterne, unten in Rot ein stehender goldener Hirsch. Die Farben der Gemeinde sind Rot-Gelb.

#### Wappen von Hochberg
Blasonierung: In Silber ein roter Balken, darüber ein rot bezungter schwarzer Eberkopf mit goldenen Hauern und goldenem Kragen, darunter eine dreilatzige schwarze Fahne.

## Kultur und Sehenswürdigkeiten
Die Gemeinde liegt an der Oberschwäbischen Barockstraße und ist Teil der Ferienregion „Im Tal der Lauchert“.

### Bauwerke
- In Bingen steht die um 1500 im Stil der Spätgotik errichtete Kirche Mariä Himmelfahrt. Sie ist ausgestattet mit einem qualitätsvollen Chorbogen-Kruzifix (um 1600) und zeigt mit dem Bingener Altar Meisterwerke der spätgotischen Malerei und Schnitzkunst von Bartholomäus Zeitblom und Niklaus Weckmann. Weil sich hier die Grablege der Herren von Hornstein befindet, gibt es eine Reihe von Epitaphien der Familie aus dem 16. und 17. Jahrhundert: 1.) Bruno II. von Hornstein (1479–1521), vermählt mit Magdalena von Ehingen, Wappen von Hornstein, von Ehingen, 2.) Christoph von Hornstein, gefallen 1542 vor Pest (Teil von Budapest), Wappen von Hornstein, 3.) Bruno III. von Hornstein (1511–1554) zu Göffingen und seine Frau, Magdalena Hundbiss von Waltrams, Wappen von Hornstein und Hundbiss, 4.) Anna von Hornstein (gest. 1595), vermählt mit Wilhelm von Stotzingen zu Dischingen und Heudorf (gest. 1575) und mit Hans Rudolf von Enzberg, Wappen von Hornstein, von Stotzingen und von Enzberg, 5.) Elisabeth von Stotzingen (gest. 1575), erste Frau von Bruno von Hornstein (gest. 1604), Wappen von Hornstein und von Stotzingen, 6.) Anna Catharina Speth von Schülzburg (gest. 1603), zweite Frau von Bruno von Hornstein (gest. 1604), zum zweiten Mal vermählt mit Eberhard von Neuhausen zu Linz, Wappen von Hornstein, von Speth, von Neuhausen, Ahnenwappenschilde von Speth, von Neuhausen, Renner von Allmendingen und von Woellwarth, 7.) Balthasar von Hornstein (gest. 1598) zu Obereichen, vermählt mit Margaretha Reichlin von Meldegg (gest. 1609), Wappen von Hornstein und Reichlin von Meldegg.
- Die Eulogiuskapelle liegt an der Straße nach Inneringen. Sie wurde 1746 bis 1747 renoviert und erweitert. Sie ist dem Heiligen Eligius, seit dem 17. Jahrhundert der Schutzpatron der Pferde, geweiht.[8]
- Die Kapelle St. Wolfgang im Ortsteil Hitzkofen wurde von der Denkmalstiftung Baden-Württemberg zum „Denkmal des Monats März 2005“ ernannt.
- Die katholische Kirche St. Wendelin im Ortsteil Hochberg wurde 1914 erbaut.[9] 1978 wurde das Bauwerk renoviert[10] und 2010/2011 saniert.[9] Das Bauwerk, mit Glockenturm und Uhr, ist Versammlungsort der selbstständigen Kirchengemeinde.[9] Die Disposition der Orgel, mit sieben klingenden Register und 318 Pfeifen aus Zinn-Legierungen und Holz erfolgte 2002 durch Mönch Orgelbau aus Überlingen.
- Die Ruine der Burg Hornstein im Ortsteil Hornstein ist ab dem Jahr 1244 nachweisbar und wurde 1274 erstmals erwähnt. Sie wurde im 17. Jahrhundert umgebaut und 1873 abgerissen. Sie hat eine wechselvolle Geschichte vom Schloss bis zur Besserungsanstalt hinter sich. Der Wahlspruch der damaligen Besitzer lautete „Was ich will das wag ich, was mich trifft das trag ich“. Heute ist die Ruine frei zugänglich und dank eines Fördervereins größtenteils renoviert. Die Ruine befindet sich noch immer in Familienbesitz, ist aber frei zugänglich.
- Die Schlosskapelle der Ruine Hornstein stammt aus dem Jahr 1694. Stuckarbeiten und Stuckaltar sind unter anderem von Joseph Anton Feuchtmayer.
- Auf der Gemarkung Bingen liegt die Bittelschießer Kapelle von 1625. Sie kennzeichnet den Standort der Ruine Bittelschieß, die zur Ruine Hornstein benachbart ist.

### Naturdenkmale
Das Bittelschießer Täle ist ein canyonartiges, dicht verholztes Durchbruchstal und auch geologisch ein besonders bedeutendes Geotop des Quartärs.
Zwischen Hochberg und Jungnau liegt der künstliche Erzschacht Eulengrube.

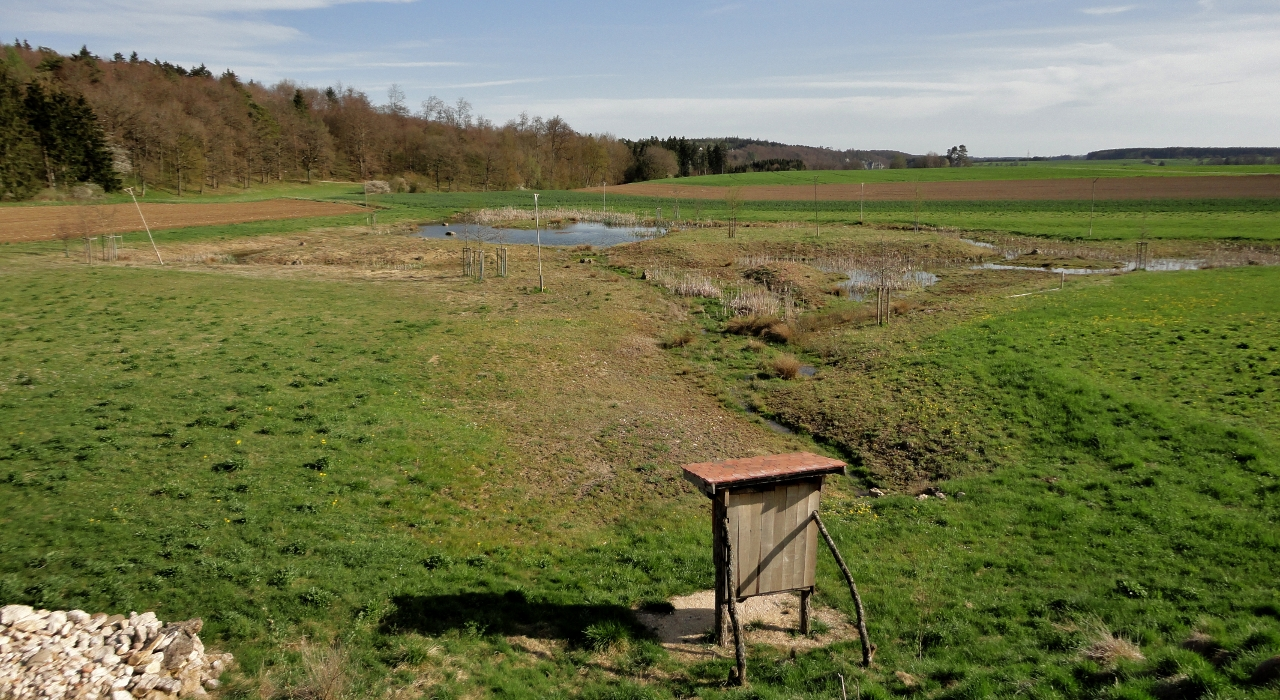
Binger Biotop

Etwa einen Kilometer nordöstlich von Bingen liegt das Binger Biotop, welches maximal 1,2 Meter tief ist. Es wurde Anfang 2010 errichtet, in dem man die immerfeuchte Ackerfläche tiefer grub und diese sich mit dann mit Grund- und Regenwasser füllte. Am Rande des Biotops wurden zahlreiche Rohrkolben angepflanzt. Heute ist das Binger Biotop Lebensraum vieler heimischer Tierarten wie zum Beispiel von Grasfröschen, Teichmolchen und Insekten wie Wasserläufern und Libellen. Damit die Insekten auch überwintern können, wurde ein Insektenhotel aus Holz, Lehm und weiteren Naturmaterialien errichtet.

### Sport
Beim Bingener Ortsteil Hochberg befindet sich die „Hochberg-Loipe“ mit zwei 3 bzw. 3,5 Kilometern langen Rundwander- und Doppelspurloipen.

### Regelmäßige Veranstaltungen
- Seit rund 20 Jahren wird am Funkensonntag durch die Deutsche Pfadfinderschaft Sankt Georg Stamm Martin Luther King Bingen ein Funkenfeuer im Gewann „Eichenberg“ errichtet.
- Der Eulogiusritt ist eine jährliche Reiterprozession, die von Bingen an die Eulogiuskapelle und zurück führt. Der Brauch stammt aus dem 18. Jahrhundert. Als es in der Mitte der 1960er Jahre durch das Aufkommen der Traktoren kaum noch Pferde gab, fiel die Pferdesegnung einige Zeit aus. Erst 1987 wurde der Eulogiusritt wieder ins Leben gerufen.[8]
- Alle zwei Jahre findet an einem Wochenende im Juli das Benger Dorffest statt.

## Wirtschaft und Infrastruktur

### Verkehr
Der Öffentliche Nahverkehr wird durch den Verkehrsverbund Neckar-Alb-Donau (NALDO) gewährleistet. Die Gemeinde befindet sich in der Wabe 441. Im Schienenverkehr war Bingen über den sich nun in Privatbesitz befindlichen Bahnhof an die Strecke Sigmaringendorf–Hanfertal der Hohenzollerischen Landesbahn (HZL) angebunden.
Bingen liegt am Hohenzollern-Radweg, einem Fernradweg, der vom Bodensee über die hohenzollerischen Städte Sigmaringen und Hechingen nach Weinstadt im Rems-Murr-Kreis führt.

### Infrastruktur
Die Wasserversorgung Bingen erfolgte früher über einen Karstwasserbrunnen bei der Kämmerlequelle. Im Jahre 1979 wurde ein Brunnen bis zu einer Tiefe von 43 Meter ausgebaut. Das Pumphaus von 1980 steht im Gewann Rückhau, etwa 200 Meter vom Pumpwerk der Gemeinde Sigmaringendorf entfernt. Auf Gemarkung Hitzkofen steht am Ebnerberg der neue zweikammerige Hochbehälter mit einem Inhalt von 600 Kubikmetern. Der alte Wasserbehälter in Hornstein liegt auf gleicher Höhe und wird weiter verwendet. Insgesamt hat die Gemeinde damit ein Wasserangebot von 1.100 Kubikmetern bei einem täglichen Verbrauch von etwa 600 Kubikmetern. 1982 wurde eine Steueranlage in Bingen in Betrieb genommen. Die Gesamtkosten betrugen 3,3 Millionen Euro.

## Persönlichkeiten
- Johannes Schreck (auch Terrentius Constantiensis, Deng Yuhan Hanpo, Deng Zhen Lohan; 1576–1630), Jesuit, China-Missionar, Universalgelehrter, Botaniker und Astronom
- Fidelis Buck (1916–1979), deutsch-kanadischer Jesuit, Professor für Altes Testament und Exegese in Toronto, Ehrenbürger von Hitzkofen
- Karl-Hermann Kästner (* 1946), Rechtswissenschaftler, lebt in Bingen
- Tanja Gönner (* 1969), Politikerin (CDU), ehemals MdB, ehemalige Sozial-, Umwelt- und Verkehrsministerin von Baden-Württemberg